# Geochang-eup
Geochang-eup (koreanska: 거창읍)  är en köping i kommunen Geochang-gun i provinsen Södra Gyeongsang, i den centrala delen av Sydkorea, 210 km söder om huvudstaden Seoul. Det är kommunens största ort och dess administrativa huvudort.